# Isaac Dunbar
Isaac Dunbar (Barnstable, 17 marzo 2003) è un cantautore statunitense.

## Biografia
Dunbar è nato a Barnstable, in Massachusetts, da madre italiana e padre liberiano. Apertamente omosessuale, lo stesso artista ha affermato di essere cresciuto come un bambino artistico e stravagante, citando Lady Gaga come ispirazione principale. Comincia infatti a produrre musica sin dall'età di nove anni, quando comincia ad interessarsi al genere EDM e a produttori come Madeon, uno dei collaboratori di Lady Gaga per il suo terzo album in studio Artpop. Ha imparato la teoria musicale e ad utilizzare i sintetizzatori tramite dei video tutorial su YouTube e riproducendo i brani tratti da Artpop.

### 2017-2020: Gli esordi,Balloons Don’t Float HereeIsaac’s Insects
Il 31 ottobre 2017, il blog We Are Going Solo ha condiviso il suo brano Pharmacy, attirando attenzione su Dunbar, all'epoca artista indipendente ed emergente. Nel 2018, i singoli Freshman Year e Blonde hanno contribuito ad attirare ancora più attenzione sull'artista, specialmente quando Pharmacy è stata inclusa nello show radiofonico di Zane Lowe su Beats 1. Il 12 febbraio 2019, la rivista Wonderland ha presentato in anteprima il nuovo singolo Mime.
Il 12 luglio 2019, Dunbar ha pubblicato il suo EP di debutto, Balloons Don't Float Here, nonché un ulteriore singolo per il progetto: Ferrari. Nell'autunno dello stesso anno, ha intrapreso una tournée con Girl in Red e si è esibito per MTV's PUSH Live. Nel mese di ottobre, ha firmato un contratto con l'etichetta discografica statunitense RCA Records.
A gennaio 2020 è stato pubblicato il singolo Isaac's Insects, tratto dall'EP omonimo, primo progetto pubblicato da Dunbar sotto un'etichetta. Un mese dopo è stato pubblicato il secondo singolo del progetto, Makeup Drawer, canzone che Dunbar ha scritto quando aveva quattordici anni e che lo stesso artista ha definito come "molto significativa". Il brano fa riferimento all'esperienza di Dunbar con l'omofobia. L'EP Isaac's Insects è stato pubblicato il 9 aprile 2020. Inizialmente era prevista una tournée negli Stati Uniti e in Europa, con partenza prevista il 14 aprile 2020 a Los Angeles, in seguito posticipata a causa della pandemia di COVID-19.

## Discografia

### Extended plays
- 2019 – Balloons Don’t Float Here
- 2020 – Isaac's Insects
- 2021 – Evil Twin
- 2022 – Banish the Banshee